# Classificació de la Copa del Món de futbol 2014-UEFA
Per a la Copa del Món de Futbol 2014, la UEFA té un total de tretze places directes, que es jugaran entre 53 seleccions. El torneig classificatori s'iniciarà l'agost del 2012, després de finalitzar l'Eurocopa 2012.
Els 53 equips van ser dividits en nou grups, vuit de sis equips i un de només cinc. En cada grup es jugarà una lligueta d'anada i tornada, en la qual el guanyador es classificarà immediatament per la Copa Mundial. Dels 9 segons classificats quedarà eliminat l'equip que tingui pitjor classificació, els altres 8 s'enfrontaran en 4 eliminatòries directes d'on sortiran les 4 seleccions que completaran les 13 places.

## Resultats

### Grup A
| Equip     | Pt | PJ | PG | PE | PP | GF | GC | DG  |
| --------- | -- | -- | -- | -- | -- | -- | -- | --- |
| Bèlgica   | 26 | 10 | 8  | 2  | 0  | 18 | 4  | +14 |
| Croàcia   | 17 | 10 | 5  | 2  | 3  | 12 | 9  | +3  |
| Sèrbia    | 14 | 10 | 4  | 2  | 4  | 18 | 11 | +7  |
| Escòcia   | 11 | 10 | 3  | 2  | 5  | 8  | 12 | -4  |
| Gal·les   | 10 | 10 | 3  | 1  | 6  | 9  | 20 | -11 |
| Macedònia | 7  | 10 | 2  | 1  | 7  | 7  | 16 | -9  |

|           | Bèlgica | Croàcia | Sèrbia | Escòcia | Gal·les | Macedònia |
| --------- | ------- | ------- | ------ | ------- | ------- | --------- |
| Bèlgica   | -       | 1-1     | 2-1    | 2-0     | 1-1     | 1-0       |
| Croàcia   | 1-2     | -       | 2-0    | 0-1     | 2-0     | 1-0       |
| Sèrbia    | 0-3     | 1-1     | -      | 2-0     | 6-1     | 5-1       |
| Escòcia   | 0-2     | 2-0     | 0-0    | -       | 1-2     | 1-1       |
| Gal·les   | 0-2     | 1-2     | 0-3    | 2-1     | -       | 1-0       |
| Macedònia | 0-2     | 1-2     | 1-0    | 1-2     | 2-1     | -         |

### Grup B
| Equip           | Pt | PJ | PG | PE | PP | GF | GC | DG  |
| --------------- | -- | -- | -- | -- | -- | -- | -- | --- |
| Itàlia          | 22 | 10 | 6  | 4  | 0  | 19 | 9  | +10 |
| Dinamarca       | 16 | 10 | 4  | 4  | 2  | 17 | 12 | +5  |
| República Txeca | 15 | 10 | 4  | 3  | 3  | 13 | 9  | +4  |
| Bulgària        | 13 | 10 | 3  | 4  | 3  | 14 | 9  | +5  |
| Armènia         | 13 | 10 | 4  | 1  | 5  | 12 | 13 | -1  |
| Malta           | 3  | 10 | 1  | 0  | 9  | 5  | 23 | -18 |

|                 | Itàlia | Dinamarca | República Txeca | Bulgària | Armènia | Malta |
| --------------- | ------ | --------- | --------------- | -------- | ------- | ----- |
| Itàlia          | -      | 3-1       | 2-1             | 1-0      | 2-2     | 2-0   |
| Dinamarca       | 2-2    | -         | 0-0             | 1-1      | 0-4     | 6-0   |
| República Txeca | 0-0    | 0-3       | -               | 0-0      | 1-2     | 3-1   |
| Bulgària        | 2-0    | 1-1       | 0-1             | -        | 1-0     | 6-0   |
| Armènia         | 1-3    | 0-1       | 0-3             | 2-1      | -       | 0-1   |
| Malta           | 0-2    | 1-2       | 1-4             | 1-2      | 0-1     | -     |

### Grup C
| Equip               | Pt | PJ | PG | PE | PP | GF | GC | DG  |
| ------------------- | -- | -- | -- | -- | -- | -- | -- | --- |
| Alemanya            | 28 | 10 | 9  | 1  | 0  | 36 | 10 | +26 |
| Suècia              | 20 | 10 | 6  | 2  | 2  | 19 | 14 | +5  |
| Àustria             | 17 | 10 | 5  | 2  | 3  | 20 | 10 | +10 |
| República d'Irlanda | 14 | 10 | 4  | 2  | 4  | 16 | 17 | -1  |
| Kazakhstan          | 5  | 10 | 1  | 2  | 7  | 6  | 21 | -15 |
| Illes Fèroe         | 1  | 10 | 0  | 1  | 9  | 4  | 29 | -25 |

|                     | Alemanya | Àustria | Irlanda | Illes Feroe | Kazakhstan | Suècia |
| ------------------- | -------- | ------- | ------- | ----------- | ---------- | ------ |
| Alemanya            | -        | 3-0     | 3-0     | 3-0         | 4-1        | 4-4    |
| Àustria             | 1-2      | -       | 1-0     | 6-0         | 4-0        | 2-1    |
| República d'Irlanda | 1-6      | 2-2     | -       | 3-0         | 3-1        | 1-2    |
| Illes Fèroe         | 0-3      | 0-3     | 1-4     | -           | 1-1        | 1-2    |
| Kazakhstan          | 0-3      | 0-0     | 1-2     | 2-1         | -          | 0-1    |
| Suècia              | 3-5      | 2-1     | 0-0     | 2-0         | 2-0        | -      |

### Grup D
| Equip         | Pt | PJ | PG | PE | PP | GF | GC | DG  |
| ------------- | -- | -- | -- | -- | -- | -- | -- | --- |
| Països Baixos | 28 | 10 | 9  | 1  | 0  | 34 | 5  | +29 |
| Romania       | 19 | 10 | 6  | 1  | 3  | 19 | 12 | +7  |
| Hongria       | 17 | 10 | 5  | 2  | 3  | 21 | 20 | +1  |
| Turquia       | 16 | 10 | 5  | 1  | 4  | 16 | 9  | +7  |
| Estònia       | 7  | 10 | 2  | 1  | 7  | 6  | 20 | -14 |
| Andorra       | 0  | 10 | 0  | 0  | 10 | 0  | 30 | -30 |

|               | Andorra | Estònia | Hongria | Països Baixos | Romania | Turquia |
| ------------- | ------- | ------- | ------- | ------------- | ------- | ------- |
| Andorra       | -       | 0-1     | 0-5     | 0-2           | 0-5     | 0-2     |
| Estònia       | 2-0     | -       | 0-1     | 2-2           | 0-2     | 0-2     |
| Hongria       | 2-0     | 5-1     | -       | 1-4           | 2-2     | 3-1     |
| Països Baixos | 3-0     | 3-0     | 8-1     | -             | 4-0     | 2-0     |
| Romania       | 4-0     | 2-0     | 3-0     | 1-4           | -       | 0-2     |
| Turquia       | 5-0     | 3-0     | 1-1     | 0-2           | 0-1     | -       |

### Grup E
| Equip     | Pt | PJ | PG | PE | PP | GF | GC | DG  |
| --------- | -- | -- | -- | -- | -- | -- | -- | --- |
| Suïssa    | 24 | 10 | 7  | 3  | 0  | 17 | 6  | +11 |
| Islàndia  | 17 | 10 | 5  | 2  | 3  | 17 | 15 | +2  |
| Eslovènia | 15 | 10 | 5  | 0  | 5  | 14 | 11 | +3  |
| Noruega   | 12 | 10 | 3  | 3  | 4  | 0  | 0  | -3  |
| Albània   | 11 | 10 | 3  | 2  | 5  | 9  | 11 | -2  |
| Xipre     | 5  | 10 | 1  | 2  | 7  | 4  | 15 | -11 |

|           | Albània | Eslovènia | Islàndia | Noruega | Suïssa | Xipre |
| --------- | ------- | --------- | -------- | ------- | ------ | ----- |
| Albània   | -       | 1-0       | 1-2      | 1-1     | 1-2    | 3-1   |
| Eslovènia | 1-0     | -         | 1-2      | 3-0     | 0-2    | 2-1   |
| Islàndia  | 2-1     | 2-4       | -        | 2-0     | 0-2    | 2-0   |
| Noruega   | 0-1     | 2-1       | 1-1      | -       | 0-2    | 2-0   |
| Suïssa    | 2-0     | 1-0       | 4-4      | 1-1     | -      | 1-0   |
| Xipre     | 0-0     | 0-2       | 1-0      | 1-3     | 0-0    | -     |

### Grup F
| Equip            | Pt | PJ | PG | PE | PP | GF | GC | DG  |
| ---------------- | -- | -- | -- | -- | -- | -- | -- | --- |
| Rússia           | 22 | 10 | 7  | 1  | 2  | 20 | 5  | +15 |
| Portugal         | 21 | 10 | 6  | 3  | 1  | 20 | 9  | +11 |
| Israel           | 14 | 10 | 3  | 5  | 2  | 19 | 14 | +5  |
| Azerbaidjan      | 9  | 10 | 1  | 6  | 3  | 7  | 11 | -4  |
| Irlanda del Nord | 7  | 10 | 1  | 4  | 5  | 9  | 17 | -8  |
| Luxemburg        | 6  | 10 | 1  | 3  | 6  | 7  | 26 | -19 |

|                  | Azerbaidjan | Irlanda del Nord | Israel | Luxemburg | Portugal | Rússia |
| ---------------- | ----------- | ---------------- | ------ | --------- | -------- | ------ |
| Azerbaidjan      | -           | 2-0              | 1-1    | 1-1       | 0-2      | 1-1    |
| Irlanda del Nord | 1-1         | -                | 0-2    | 1-1       | 2-4      | 1-0    |
| Israel           | 1-1         | 1-1              | -      | 3-0       | 3-3      | 0-4    |
| Luxemburg        | 0-0         | 3-2              | 0-6    | -         | 1-2      | 0-4    |
| Portugal         | 3-0         | 1-1              | 1-1    | 3-0       | -        | 1-0    |
| Rússia           | 1-0         | 2-0              | 3-1    | 4-1       | 1-0      | -      |

### Grup G
| Equip                | Pt | PJ | PG | PE | PP | GF | GC | DG  |
| -------------------- | -- | -- | -- | -- | -- | -- | -- | --- |
| Bòsnia i Hercegovina | 25 | 10 | 8  | 1  | 1  | 30 | 6  | +24 |
| Grècia               | 25 | 10 | 8  | 1  | 1  | 12 | 4  | +8  |
| Eslovàquia           | 13 | 10 | 3  | 4  | 3  | 11 | 10 | +1  |
| Lituània             | 11 | 10 | 3  | 2  | 5  | 9  | 11 | -2  |
| Letònia              | 8  | 10 | 2  | 2  | 6  | 10 | 20 | -10 |
| Liechtenstein        | 2  | 10 | 0  | 2  | 8  | 4  | 25 | -21 |

|                      | Bòsnia i Herzegovina | Eslovàquia | Grècia | Letònia | Liechtenstein | Lituània |
| -------------------- | -------------------- | ---------- | ------ | ------- | ------------- | -------- |
| Bòsnia i Hercegovina | -                    | 0-1        | 3-1    | 4-1     | 4-1           | 3-0      |
| Eslovàquia           | 1-2                  | -          | 0-1    | 2-1     | 2-0           | 1-1      |
| Grècia               | 0-0                  | 1-0        | -      | 1-0     | 2-0           | 2-0      |
| Letònia              | 0-5                  | 2-2        | 1-2    | -       | 2-0           | 2-1      |
| Liechtenstein        | 1-8                  | 1-1        | 0-1    | 1-1     | -             | 0-2      |
| Lituània             | 0-1                  | 1-1        | 0-1    | 2-1     | 2-0           | -        |

### Grup H
| Equip      | Pt | PJ | PG | PE | PP | GF | GC | DG  |
| ---------- | -- | -- | -- | -- | -- | -- | -- | --- |
| Anglaterra | 22 | 10 | 6  | 4  | 0  | 31 | 4  | +27 |
| Ucraïna    | 21 | 10 | 6  | 3  | 1  | 28 | 4  | +24 |
| Montenegro | 15 | 10 | 4  | 3  | 3  | 18 | 17 | +1  |
| Polònia    | 13 | 10 | 3  | 4  | 3  | 18 | 12 | +6  |
| Moldàvia   | 11 | 10 | 3  | 2  | 5  | 12 | 17 | -5  |
| San Marino | 0  | 10 | 0  | 0  | 10 | 1  | 54 | -53 |

|            | Anglaterra | Moldàvia | Montenegro | Polònia | San Marino | Ucraïna |
| ---------- | ---------- | -------- | ---------- | ------- | ---------- | ------- |
| Anglaterra | -          | 4-0      | 4-1        | 2-0     | 5-0        | 1-1     |
| Moldàvia   | 0-5        | -        | 0-1        | 1-1     | 3-0        | 0-0     |
| Montenegro | 1-1        | 2-5      | -          | 2-2     | 3-0        | 0-4     |
| Polònia    | 1-1        | 2-0      | 1-1        | -       | 5-0        | 1-3     |
| San Marino | 0-8        | 0-2      | 0-6        | 1-5     | -          | 0-8     |
| Ucraïna    | 0-0        | 2-1      | 0-1        | 1-0     | 9-0        | -       |

### Grup I
| Equip     | Pt | PJ | PG | PE | PP | GF | GC | DG  |
| --------- | -- | -- | -- | -- | -- | -- | -- | --- |
| Espanya   | 20 | 8  | 6  | 2  | 0  | 14 | 3  | +11 |
| França    | 17 | 8  | 5  | 2  | 1  | 15 | 6  | +9  |
| Finlàndia | 9  | 8  | 2  | 3  | 3  | 5  | 9  | -4  |
| Geòrgia   | 5  | 8  | 1  | 2  | 5  | 3  | 10 | -7  |
| Belarús   | 4  | 8  | 1  | 1  | 6  | 7  | 16 | -9  |

| Equip     | Belarús | Espanya | Finlàndia | França | Geòrgia |
| --------- | ------- | ------- | --------- | ------ | ------- |
| Belarús   | -       | 0–4     | 1-1       | 2-4    | 2–0     |
| Espanya   | 2-1     | -       | 1-1       | 1-1    | 2-0     |
| Finlàndia | 1-0     | 0-2     | -         | 0–1    | 1–1     |
| França    | 3–1     | 0-1     | 3-0       | -      | 3–1     |
| Geòrgia   | 1-0     | 0-1     | 0-1       | 0-0    | –       |

### Rànquing de segons classificats de grup
Com que un dels grups té un equip menys que els altres, els partits contra l'últim classificat en els grups de sis seleccions no es comptabilitza en aquest rànquing. Com a resultat, es varen comptabilitzar vuit partits per a cada equip.
Els vuit segons classificats es varen ordenar seguint aquest ordre:
1. Major nombre de punts
2. Diferència de gols
3. Major nombre de gols a favor

| Equip     | Pt | PJ | PG | PE | PP | GF | GC | DG |
| --------- | -- | -- | -- | -- | -- | -- | -- | -- |
| Grècia    | 19 | 8  | 6  | 1  | 1  | 9  | 4  | +5 |
| França    | 17 | 8  | 5  | 2  | 1  | 15 | 6  | +9 |
| Portugal  | 15 | 8  | 4  | 3  | 1  | 15 | 8  | +7 |
| Ucraïna   | 15 | 8  | 4  | 3  | 1  | 11 | 4  | +7 |
| Suècia    | 14 | 8  | 4  | 2  | 2  | 15 | 13 | +2 |
| Islàndia  | 14 | 8  | 4  | 2  | 2  | 15 | 14 | +1 |
| Romania   | 13 | 8  | 4  | 1  | 3  | 1  | 12 | -1 |
| Croàcia   | 11 | 8  | 3  | 2  | 3  | 9  | 8  | +1 |
| Dinamarca | 10 | 8  | 2  | 4  | 2  | 9  | 11 | -2 |

### Repesca
Es va jugar a eliminatòria a doble partit segons sorteig.
| Equip 1  | Global | Equip 2 | Anada | Tornada |
| -------- | ------ | ------- | ----- | ------- |
| Portugal | 4–2    | Suècia  | 1–0   | 3–2     |
| Ucraïna  | 2–3    | França  | 2–0   | 0–3     |
| Grècia   | 4–2    | Romania | 3–1   | 1–1     |
| Islàndia | 0–2    | Croàcia | 0–0   | 0–2     |